# مسجد بخارى

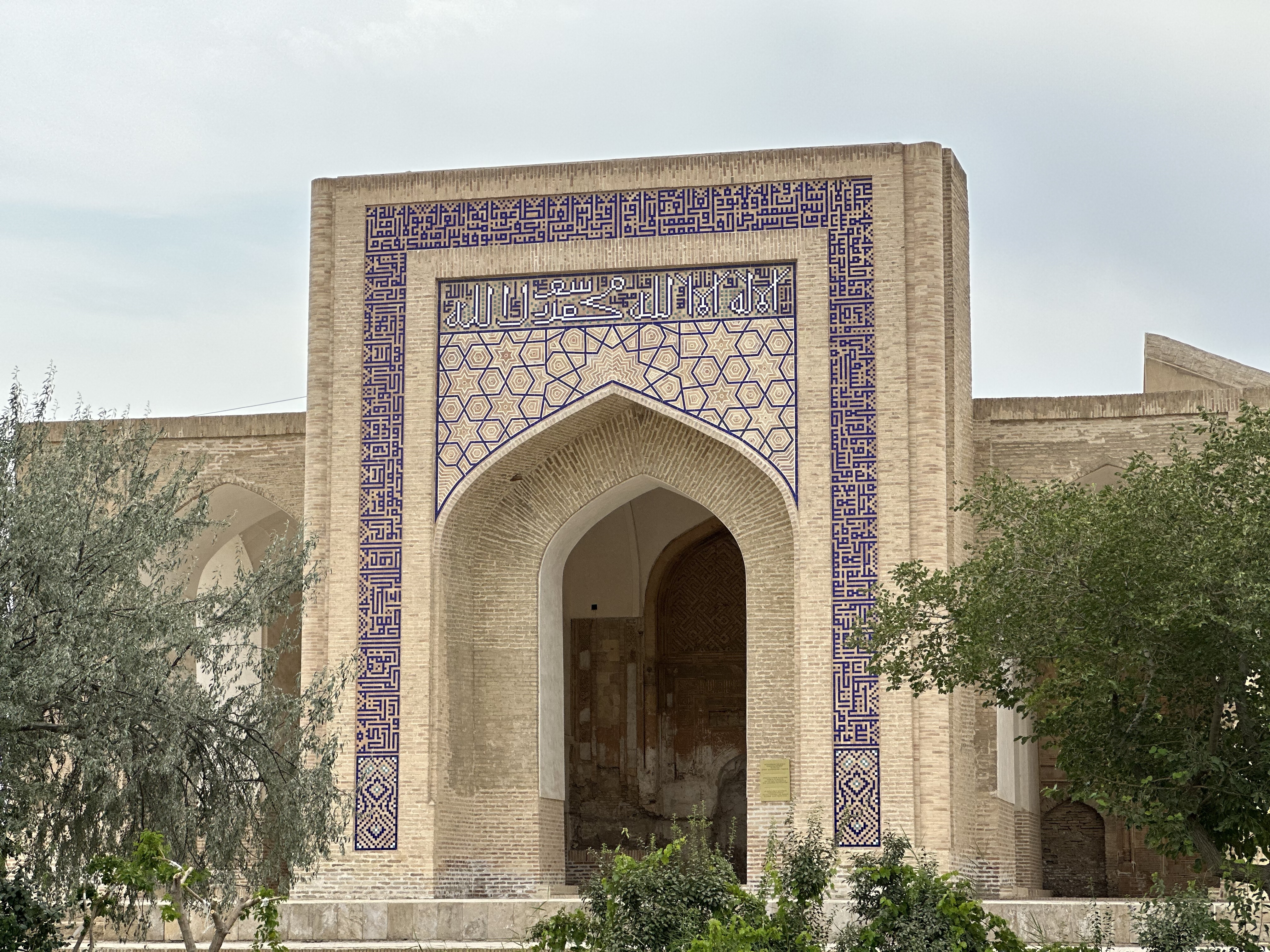
مسجد بخارى

مسجد بخارى هو مسجد ونصب تاريخي في بخارى، أوزبكستان، وأحد المساجد المبنية للصلاة وأيام الأعياد، تم بناؤه في الجزء الجنوبي من بخارى على يد حاكم بخارى في القرن الحادي عشر.

## البنيان

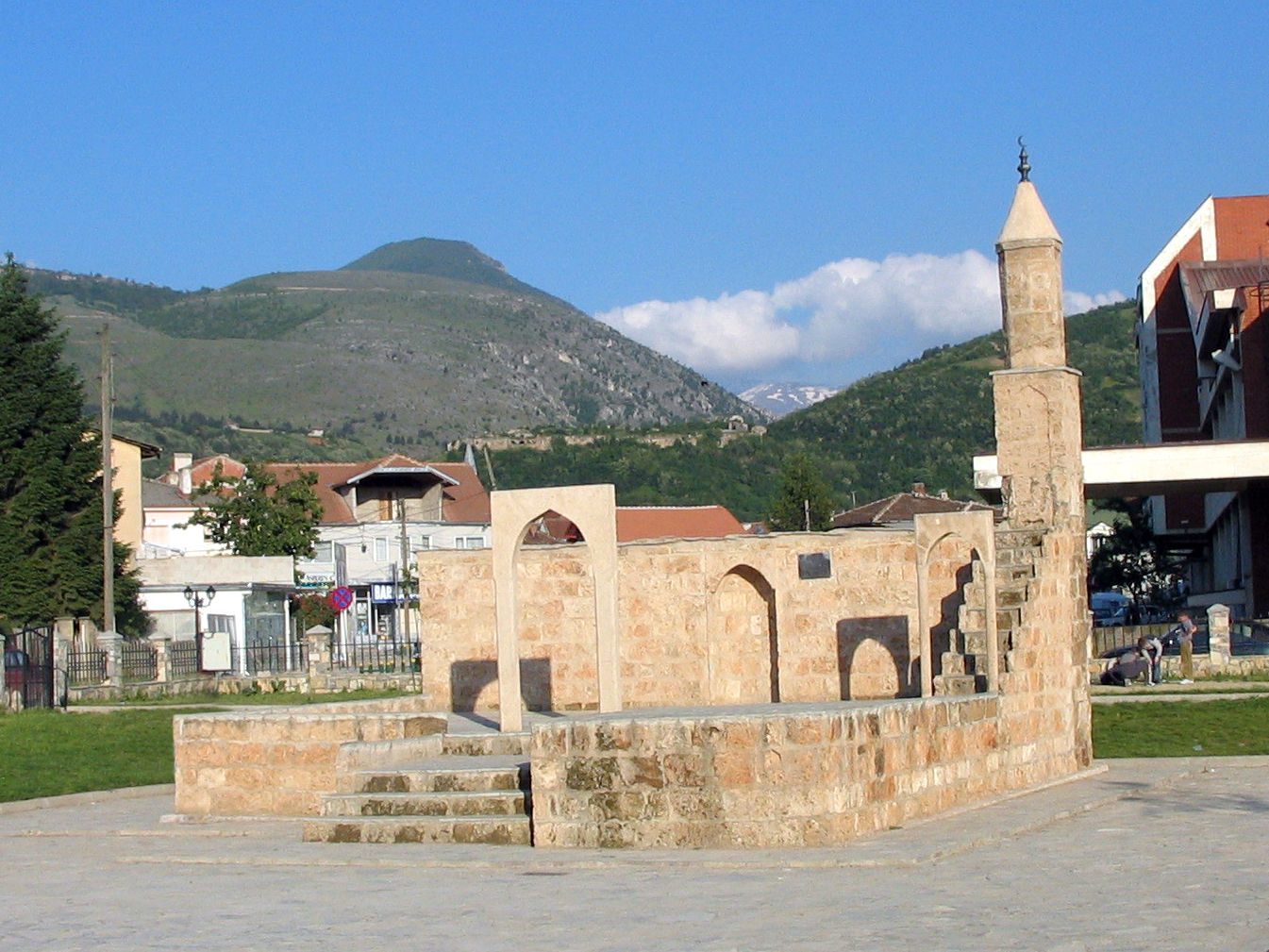
مسجد بخارى

يتوسط المسجد محراب مصنوع من الطوب المحروق. القوس مزين بالبلاط المنحوت، تم تدمير المسجد وهدمه في القرن الحادي عشر، واعيد ترميمه، وقد نجا المسجد حتى يومنا هذا في شكله المعاد بناؤه. وزين محراب المسجد بأنماط هندسية معقدة و"لوزية" وزخارف نباتية. وقد كتبت أسماء النبي محمد وأصحابه بأحرف خطية على الجزء العلوي من المحراب، وفي القرن الرابع عشر، تم تجديد النصف الأول من المسجد وتركيب لوحة من النقوش، ولا تزال بعض أجزاء الألواح الكتابية محفوظة في الجزء العلوي من الجدار الخارجي للمسجد، وتحتوي بشكل رئيسي على آيات من القرآن ومقتطفات من الأحاديث. 